# Мртовњак (Иж)
Мртовњак је мало ненасељено острво у хрватском делу Јадранског мора. Припада Задарском архипелагу.
Налази се југоисточно од острва Ижа. Површина острва износи 0,032 км². Дужина обалске линије је 0,71 км.